# Sabine Glaser
Sabine Glaser (ook: Sabine Gläser) (Wernigerode, 28 november 1946) is een Duits-Franse actrice. Zij acteerde in de jaren 1970 in hoofdzakelijk Franse films. Glaser was getrouwd met de violist Ivry Gitlis en kreeg drie kinderen met hem.

## Filmografie
- 1972: Sex-shop
- 1973: La Femme en bleu
- 1973: Projection privée
- 1973: L'Insolent
- 1974: Malaventure
- 1974: Der kleine Doktor
- 1974: La Jeune fille assassinée
- 1976: Adios (miniserie)
- 1976: Mado
- 1976: Les Brigades du Tigre (televisieserie)
- 1977: L'Homme qui aimait les femmes
- 1978: Le Dossier 51
- 2004: L'Equipier
- 2006: Marie Antoinette